# Ricercar
Das Ricercar – auch Recercar oder Recercare (und Recercate) – (von italienisch ricercare ‚suchen‘; Plural: die Ricercare oder Recercari) oder das Ricercare (Plural: die Ricercari) ist eine Instrumentalkomposition der Renaissance, insbesondere des 16. Jahrhunderts, vorwiegend für Laute oder Tasteninstrumente (insbesondere Orgel), aber auch für Blasinstrumente komponiert oder arrangiert. Ricercari schrieben u. a. die in Venedig tätigen Komponisten Francesco Spinacino (1507), Joan Ambrosio Dalza (Petrucci, Venedig 1508), Giovanni Maria da Crema (1492–1550), Anthoni Rotta, Girolamo Cavazzoni, Annibale Padovano, Andrea Gabrieli, Francesco Usper und Claudio Merulo sowie Giuliano Tiburtino und anonym gebliebene Verfasser. Außerdem zum Beispiel der Niederländer Jan Pieterszoon Sweelinck.

## Musikalische Form
Das Fehlen des Textes und die Verwendung instrumentaler Spielfiguren und Verzierungen ermöglicht eine freiere musikalische Gestaltung.
Die instrumental komponierten Ricercari sind beeinflusst von der musikalischen Form der Motette. Sie bestehen aus einer losen Aneinanderreihung von Durchführungen, in denen jeweils ein anderes Thema vorherrscht. Im Laufe der Zeit reduziert sich die Anzahl der Themen, bis schließlich das Ricercar mit einem Thema nahtlos zur Fuge führt.
Das Ricercar ähnelt der, vor dem 17. Jahrhundert noch gleichartigen Fantasie, dem Tiento und der Toccata; im freien Präludieren wird die Tonart des nachfolgenden Stücks aufgesucht. Das im Gegensatz zur Fantasie rein polyphone Ricercar ist eine Vorform der Fuge.
Das erste imitative ricercare für die Laute, publiziert 1536, komponierte Francesco da Milano (Von ihm stammen auch weitere Fantasien im Imitationsstil).

## Das Ricercar in der Barockmusik
Prägend für das barocke Ricercar im süddeutschen Sprachraum war Johann Jakob Froberger. Er übernahm von seinem Lehrer Girolamo Frescobaldi die nunmehr ausschließliche Bestimmung für Tasteninstrumente. Während das Ricercar in anderen europäischen Ländern ab 1650 nach und nach außer Gebrauch kam, wurde die Tradition von Musikern des Wiener Kaiserhofs bis in die erste Hälfte des 18. Jahrhunderts weitergeführt. Neben Neukompositionen von Alessandro Poglietti und Gottlieb Muffat wurden auch Werke italienischer Komponisten (neben Frescobaldi: Giovanni Battista Fasolo und Luigi Battiferri) offenbar noch im Kreis um Johann Joseph Fux studiert und von hier wahrscheinlich durch Jan Dismas Zelenka zum Teil an Johann Sebastian Bach weitervermittelt.
Innerhalb dieser italienisch-österreichischen Linie blieb dem Ricercar, nicht zuletzt infolge der Assoziation mit dem stile antico, der Status einer „gelehrten“ Studienkomposition erhalten. Darauf verweist auch das Festhalten an der (schon von Frescobaldi und Froberger verwendeten) Partiturnotation und die Neigung zur Zusammenstellung kunstbuchartiger Ricercar-Zyklen, die als systematisch angelegte Mustersammlungen der kontrapunktischen Kunst verstanden sein wollten. Den Abschluss und Höhepunkt dieser Tradition bildet Muffats Kompendium von 32 Ricercari von 1733. Nicht zu vergessen seien schließlich das drei- und das sechsstimmige Ricercar aus Bachs Musikalischem Opfer von 1747.

## Das Ricercar in der Musik der Moderne
Im 20. Jahrhundert komponierte zunächst Johann Nepomuk David wiederum einige Ricercari. Spätere Beispiele stammen von Waldemar Bloch, Helmut Eder, György Ligeti und Michael Radulescu.